# Guillermo Sanguinetti
 (juin 2008).
Si vous disposez d'ouvrages ou d'articles de référence ou si vous connaissez des sites web de qualité traitant du thème abordé ici, merci de compléter l'article en donnant les références utiles à sa vérifiabilité et en les liant à la section « Notes et références ».
Pour les articles homonymes, voir Sanguinetti.
Guillermo Sanguinetti, né le 21 juin 1966 à Montevideo, est un footballeur puis entraîneur uruguayen. Il évoluait au poste de défenseur avant de devenir entraîneur.

## Biographie
Avec 383 matches de championnat argentin et 18 internationaux, il est le joueur avec le plus de matches de l'histoire de Gimnasia La Plata et un symbole du club de La Plata.
Surnommé « la taupe », les spectateurs l'ont ovationné lors de son dernier match contre Huracán et il a répondu avec une inscription sur son maillot en hommage : De Topo a Lobo en 12 años (« de la Taupe au Loup en 12 ans »).

### Entraîneur
Le 3 janvier 2008, il revient à Gimnasia comme entraîneur.